# Sugii Hayate
Sugii Hayate (sinh ngày 17 tháng 5 năm 2000) là một cầu thủ bóng đá người Nhật Bản.

## Sự nghiệp câu lạc bộ
Sugii Hayate hiện đang chơi cho Kashiwa Reysol.